# Child of the Novelty
Child of the Novelty es el segundo álbum de estudio de la banda canadiense Mahogany Rush. Fue publicado en julio de 1974 a través del sello discográfico 20th Century Records.

## Grabación y contenido
Las sesiones de grabación del álbum tuvieron lugar en los estudios Tempo, en Montreal. El líder de la banda Frank Marino produjo Child of the Novelty con ayuda de Robert Segarini. El álbum contenía diez canciones, las cuales fueron compuestas por el propio Marino. Los efectos de sonido en «Guit War» fueron realizados con un Fender Stratocaster y un amplificador Super-Reverb. Marino tocó todos los instrumentos en «Child of the Novelty», además de la guitarra bajo en «Plastic Man» y la percusión en «Look Outside».

## Recepción de la crítica
Un escritor no especificado de la revista Cash Box declaró: “Si piensas: ‘¡Guau! Esto te suena tremendamente familiar’, es porque Mahogany Rush ha hecho algo que sólo Robin Trower ha podido hacer desde el 18 de septiembre de 1970 (la fecha de la muerte de Jimi Hendrix): recrear una parte de el fabuloso sonido de Hendrix. Mientras que Trower ha elegido la última parte de la carrera de Jimi para centrar sus energías en la guitarra, Mahogany Rush ha elegido todo el sonido Experience (al estilo de Axis: Bold as Love) de principios de 1968 y ha producido material que recuerda ineludiblemente a la música del grupo Hendrix de esa época”.

## Lista de canciones
Todas las canciones escritas y compuestas por Frank Marino. 
Lado uno
1. «Look Outside» – 3:33
2. «Thru the Milky Way» – 3:51
3. «Talkin' 'bout a Feelin'» – 3:01
4. «Child of the Novelty» – 4:02
5. «Makin' My Wave» – 4:40

Lado dos
1. «A New Rock and Roll» – 3:00
2. «Changing» – 3:13
3. «Plastic Man» – 3:12
4. «Guit War» – 3:40
5. «Chains of (S)pace» – 5:58

## Créditos y personal
Créditos adaptados desde las notas de álbum de Child of the Novelty.
Mahogany Rush
- Frank Marino – guitarra, voves, guitarra bajo en «Plastic Man», percusión en «Look Outside»
- James Ayoub – batería
- Paul Harwood – bajo eléctrico

Personal técnico
- Frank Marino – productor
- Robert Segarini – productor asistente
- Nelson Vipond – ingeniero de audio
- Ian Terry – ingeniero de audio
- Peter Burns – ingeniero asistente

## Posicionamiento
| Gráfica (1974)                            | Pico de posición |
| ----------------------------------------- | ---------------- |
| Canadá (RPM Top Albums)                   | 83               |
| Estados Unidos (Billboard Top LPs & Tape) | 55               |